# Konstantín Liàdov
Konstantín Nikolàievitx Liàdov, rus: Константи́н Никола́евич Ля́дов (6 de maig [C.J. 24 d'abril] de 1820, Sant Petersburg - 19 de desembre [C.J. 7 de desembre] de 1871, ibid.) fou un director d'orquestra, compositor i pianista rus, pare del també músic A. K. Liàdov.
Fou un dels més autoritzats músics de l'època tsarista. Durant quasi vint anys, de 1850 fins a 1869, fou director de l'Òpera imperial de Sant Petersburg, (actualment Teatre Mariïnski). És considerat com un dels iniciadors de la tradició russa en direcció orquestral, en una època en què la cort tsarista preferia als músics occidentals principalment als italians.
També destacà en la composició.